# Bombita (Ricardo Torres Reina)
Pour les articles homonymes, voir Bombita.
Ricardo Torres Reina dit « Bombita » ou encore « Bombita II », né le 20 février 1879 à Tomares (Espagne, province de Séville), mort à Séville le 29 novembre 1936, était un matador espagnol.

## Présentation
Il est le frère de deux autres matadors du même apodo (« surnom ») : Emilio dit « Bombita » (son aîné) et Manuel dit « Bombita III ».
Il commence dans la vie comme typographe, puis se lance dans le toreo à la suite de son frère Emilio, avec le même apodo de « Bombita ». Après son alternative, il forme avec Antonio Fuentes et « Machaquito » un trio qui triomphe dans toutes les arènes ; après la retraite de Fuentes, il forme une pareja avec « Machaquito » et continue de connaître le succès.
Il était considéré comme ayant un très vaste répertoire au capote, comme un très habile banderillero et un excellent muletero démontrant art et domination.
Après sa retraite, il a fondé le Montepío de toreros (« Caisse de secours des toreros ») et a été décoré pour cela de la Croix de Bienfaisance.

### Carrière
- Présentation à Madrid en novillada : 7 mars 1897 en mano a mano avec Juan Domínguez « Pulguita-chico ».
- Alternative : Madrid le 24 septembre 1899. Parrain, « El Algabeño » ; témoin, « Dominguín ». Taureaux de la ganadería du duc de Veragua
- Premier de l’escalafón en 1902, 1905, 1907, 1908 et 1909.